# Hans-Heinrich Piepgras

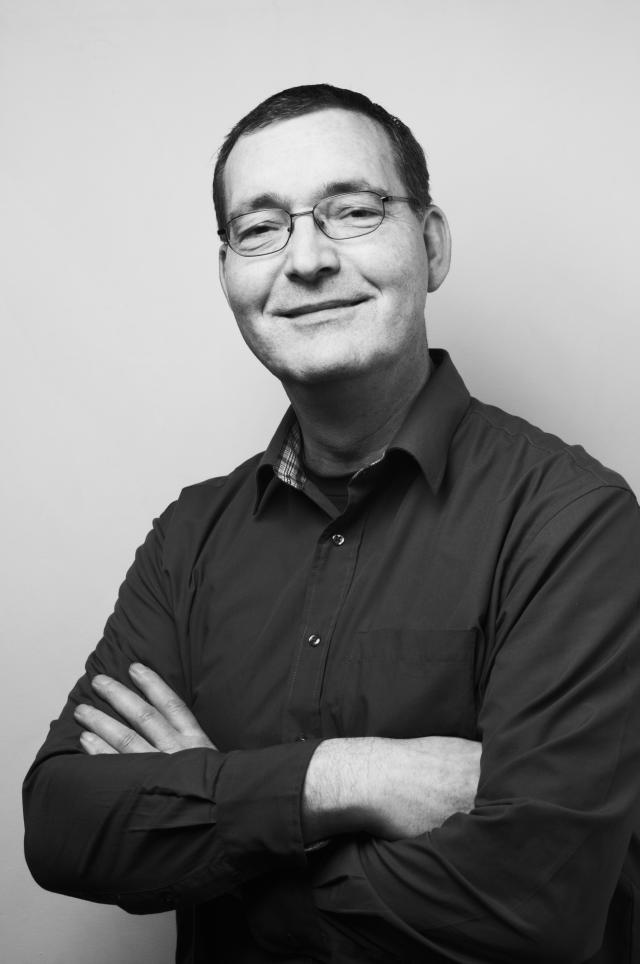
Hans-Heinrich Piepgras, 2012

Hans-Heinrich „Henry“ Piepgras (* 1961 in Götheby) ist ein deutscher Politiker (Piratenpartei Deutschland) und war vom 11. Juli 2010 bis zum 24. Juni 2012 Vorsitzender der Piratenpartei Schleswig-Holstein und ist seit Juni 2013 Generalsekretär des Landesverbandes.

## Biografie
Piepgras begann nach dem zweijährigen Wehrdienst als Soldat auf Zeit ein Studium der Mineralogie und im Nebenfach Mathematik. Nach dem Abbruch schulte er um zum Programmierer für Datenbank- und Datenkommunikationssysteme und ist seit 1989 im IT-Bereich tätig; in den 1990er-Jahren als selbständiger Unternehmer und seit 2001 im Angestelltenverhältnis als Gruppen- und Projektleiter. Er ist verheiratet, Stiefvater zweier Söhne und lebt in Klein Offenseth-Sparrieshoop.

## Politisches Engagement
Im Juli 2007 trat Piepgras in die Piratenpartei ein. Dort war er unter anderem von Dezember 2008 bis Juli 2009 Vorsitzender Richter im Landesschiedsgericht Schleswig-Holstein und danach bis Dezember 2009 Richter im Bundesschiedsgericht der Partei, im Anschluss bis Juli 2010 stellvertretender Vorsitzender des Landesvorstandes und danach dessen Vorsitzender. Im Juni 2012 trat er nicht wieder zur Wahl des Vorsitzenden an.
Er kandidierte bei der Bundestagswahl 2009 auf Platz 5 der Liste seines Landesverbandes. Bei der Landtagswahl in Schleswig-Holstein 2009, bei der die Partei mit 1,8 Prozent an der Fünf-Prozent-Hürde scheiterte, war er auf Platz 7 der Landesliste angetreten und erzielte gleichzeitig als Direktkandidat in seinem Wahlkreis Elmshorn 2,1 Prozent der Wählerstimmen.
Bei der vorgezogenen Landtagswahl in Schleswig-Holstein 2012 kandidierte er wiederum auf Platz 7 der Landesliste und als Direktkandidat seines Wahlkreises mit einem Ergebnis von 8,4 Prozent der Wählerstimmen. Seine Ehefrau Birgitt Piepgras kandidierte bei dieser Landtagswahl auf Platz 9 der Liste, sein Stiefsohn Torge Schmidt zog als Spitzenkandidat in den Landtag ein.